# Brunello
Brunello est une commune italienne de la province de Varèse, dans la région de Lombardie, en Italie.

## Toponyme
Dérivé du diminutif dialectal du nom Bruno.

## Administration
| Période                                  | Période  | Identité              | Étiquette | Qualité |
| ---------------------------------------- | -------- | --------------------- | --------- | ------- |
| 8/6/2009                                 | En cours | Giuseppe Ghiringhelli |           | employé |
| Les données manquantes sont à compléter. |          |                       |           |         |

### Hameaux
Casa Collodri, Casa Roncaccio, Palazzo Rossa, Monte Perada